# Sailu
Sailu é uma cidade  no distrito de Parbhani, no estado indiano de Maharashtra.

## Geografia
Sailu está localizada a 19° 28′ N, 76° 28′ L. Tem uma altitude média de 415 metros (1361 pés).

## Demografia
Segundo o censo de 2001, Sailu tinha uma população de 39,854 habitantes. Os indivíduos do sexo masculino constituem 52% da população e os do sexo feminino 48%. Sailu tem uma taxa de literacia de 66%, superior à média nacional de 59.5%: a literacia no sexo masculino é de 74% e no sexo feminino é de 57%. Em Sailu, 14% da população está abaixo dos 6 anos de idade.